# Glenn Roll
Glenn Sterner Roll, född 6 april 1952 i Ödeborgs församling, Älvsborgs län, är en svensk silversmed.  
Roll studerade vid Sveriges Juvelerare- och Guldsmedsförbunds skola Strålsnäs i Mjölby 1970–1974 och praktikarbetade därefter i olika silverateljéer innan han 1977 etablerade sin egen ateljé. Roll är representerad vid bland annat Nationalmuseum i Stockholm.